# Good Morning Miss Dove
 Good Morning Miss Dove és una pel·lícula estatunidenca dirigida per Henry Koster, estrenada el 1955.

## Argument
Miss Dove, una devota mestra, ha sacrificat gran part de la seva vida personal per l'ensenyament i el coneixement dels seus alumnes. Encara que sempre ha estat una professora molt estricta, la seva serietat i disciplina no ha fet que no se l'apreciï. Ara Miss Dove està malalta i ha estat portada a l'hospital. Allà reflexionarà sobre la seva vida.

## Repartiment
- Jennifer Jones: Miss Dove
- Robert Stack: Dr. Thomas 'Tom' Baker
- Kipp Hamilton: Virginia 'Jincey' Baker
- Robert Douglas: Mr. John Porter
- Peggy Knudsen: Infermera Billie Jean Green
- Marshall Thompson: Wilfred Banning Pendleton III
- Chuck Connors: William 'Bill' Holloway
- Biff Elliot: Alexander 'Alex 'Burnham
- Mary Wickes: Miss Ellwood